# Essens
Denna artikel handlar om essens inom filosofi. Essens kan också syfta på ett (flytande) koncentrat, som till exempel kan användas för parfymtillverkning och smaktillsats.
Essens (av latinets essentia) avser i talspråk det väsentliga i något, tingets kärna, det avgörande nödvändiga. Som adjektiv eller adverb, essentiell, betyder det livsnödvändiga, till exempel essentiella aminosyror, essentiella fettsyror och andra essentiella ämnen.

## Filosofi
Inom filosofin avser essens de grundläggande egenskaper som utgör ett ting, det som inte kan avskiljas tinget utan att det upphör att vara detta ting. De egenskaper som inte är nödvändiga för ett ting utgör dess accidens. Essensen är ett grundläggande begrepp inom essentialismen. I svensk filosofi används företrädesvis "väsen", då det i många andra språk talas om essens.

## Etymologi
Konceptet härstammar från Aristoteles som använde det grekiska uttrycket to ti ên einai, ordagrant 'vadet det var att vara' (på engelska: 'the what it was to be'), eller ibland den kortare frasen to ti esti, ordagrant 'vadet det är' (på engelska: 'the what it is'), för samma idé. Denna fras visade sådana svårigheter för hans latinska översättare så att de myntade ordet essentia för att representera hela uttrycket.